# 洪景來
洪景來（1780年—1812年），朝鮮王朝平安道人，平安道农民战争领袖，在定州城（今北韓平安北道定州市）被围攻的朝鲜官兵火绳枪射杀阵亡。。
洪景来出生没落两班，受叔叔指导，通过文科司马试，曾任职平安道平壤府军官。他精通风水之术，在走访朝鲜北方各地，为两班选择墓地之时，广交当地权势，共同密谋策反。1811年12月18日，洪景來以预言书《郑监录》中预言的“郑真人”为名，聚众一千多人起义，自封“大元帅”（也称“平西大元帅”），进攻嘉山；各地的农民、城市贫民、手工业者，两班和下级官吏响应；义军迅速占领嘉山、定州、宣川、泰川、龙川、铁川等地；后来因为进攻安州失利，退守定州；1812年4月，官军攻陷定州，洪景來战死，义军随即覆灭。
19世纪朝鲜官方和绝大多数朝鲜文人对洪景來的评价是否定的，但洪景来起义对已延续四百余年的朝鲜王朝产生了不小的冲击。起义被镇压后，朝鲜民间开始出现“真正的洪景来并未死”的说法。这一传言在此后1813年的“济州民乱”和1817年的“全州民乱”中继续流传。有学者称洪景来起义“吹响了19世纪朝鲜中下层民众反抗运动的号角”。1894年的甲午农民战争则是巅峰:378:301。现代韩国民主化运动时期，洪景来被赋予了“英雄”、“反逆儿”、“革命家”的身份标签。

## 文学作品
- 1931年，《东亚日报》连载了玄相允的长篇小说《洪景来传》[2]。
- 1933年，《朝鲜日报》发表了文一平的《平西大元帅洪景来》[2]。

## 影视作品
電視劇《商道》中的洪景來，化名為洪大守，加入林尚沃的灣商行列中做事，由於表現優良，林尚沃甚至一度將他當作接班人，但他的出身令林尚沃等人開始起疑，於是洪景來就乾脆要求林尚沃加入他們的革命行列，但林尚沃不允，作罷。爾後洪景來在平安道一帶叛變，並在定州城內自殺身亡。